# Le Viol d'Europe (Rubens)
Le Viol d'Europe est une copie d'une œuvre sur le même sujet de Titien (1562) ; elle fut peinte par Pierre Paul Rubens entre 1628 et 1629, et est conservée au musée du Prado. 

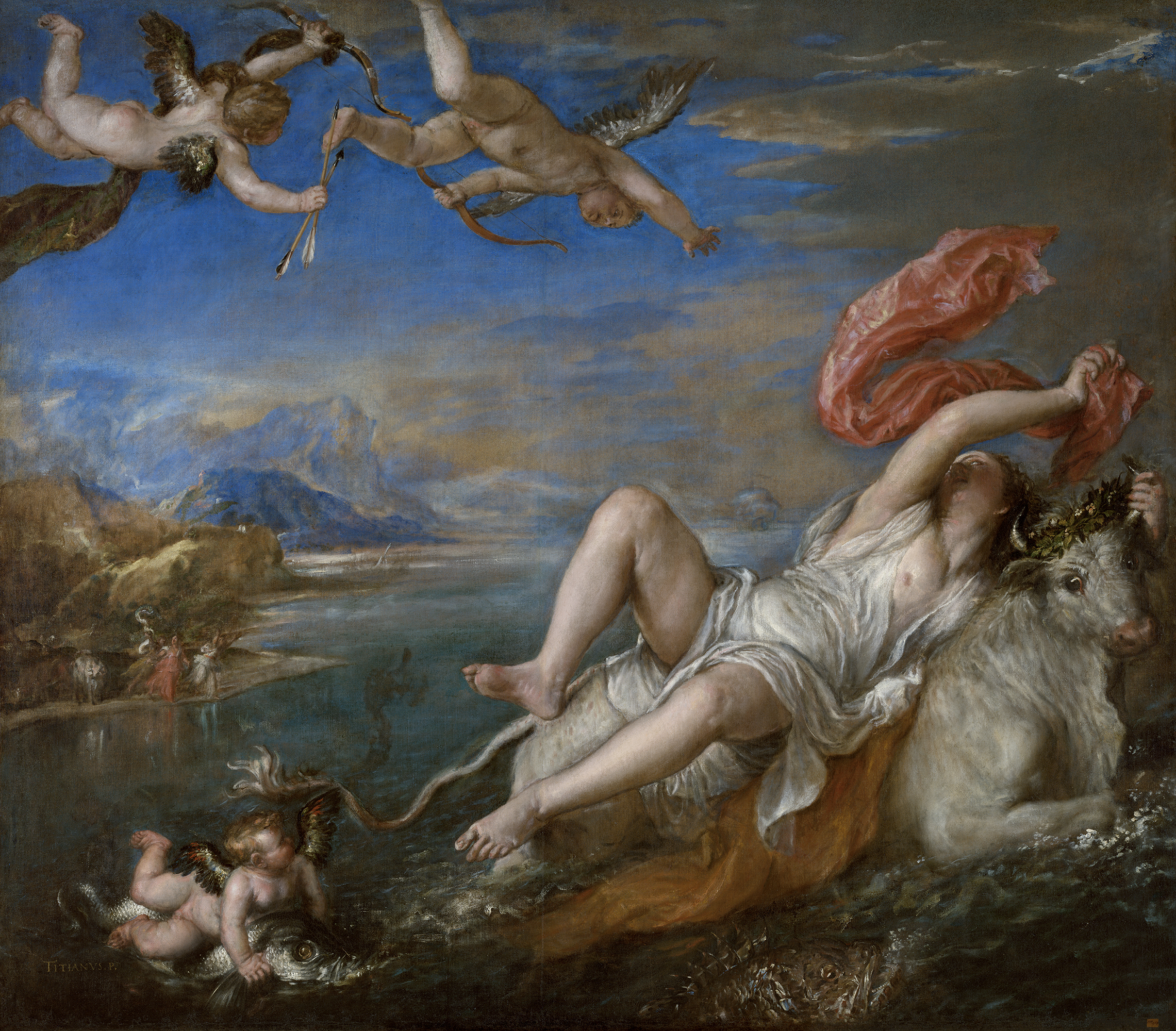
Original du Titien.

## Thème
Zeus déguisé en taureau enlève la princesse Europe fille d'Agénor. Chevauchant l'animal, elle est emmenée sur l'île de Crète à Gortyne.